# Boulevard Lannes
Le boulevard Lannes est un boulevard du 16e arrondissement de Paris. C’est une partie des « boulevards des Maréchaux ».

## Situation et accès

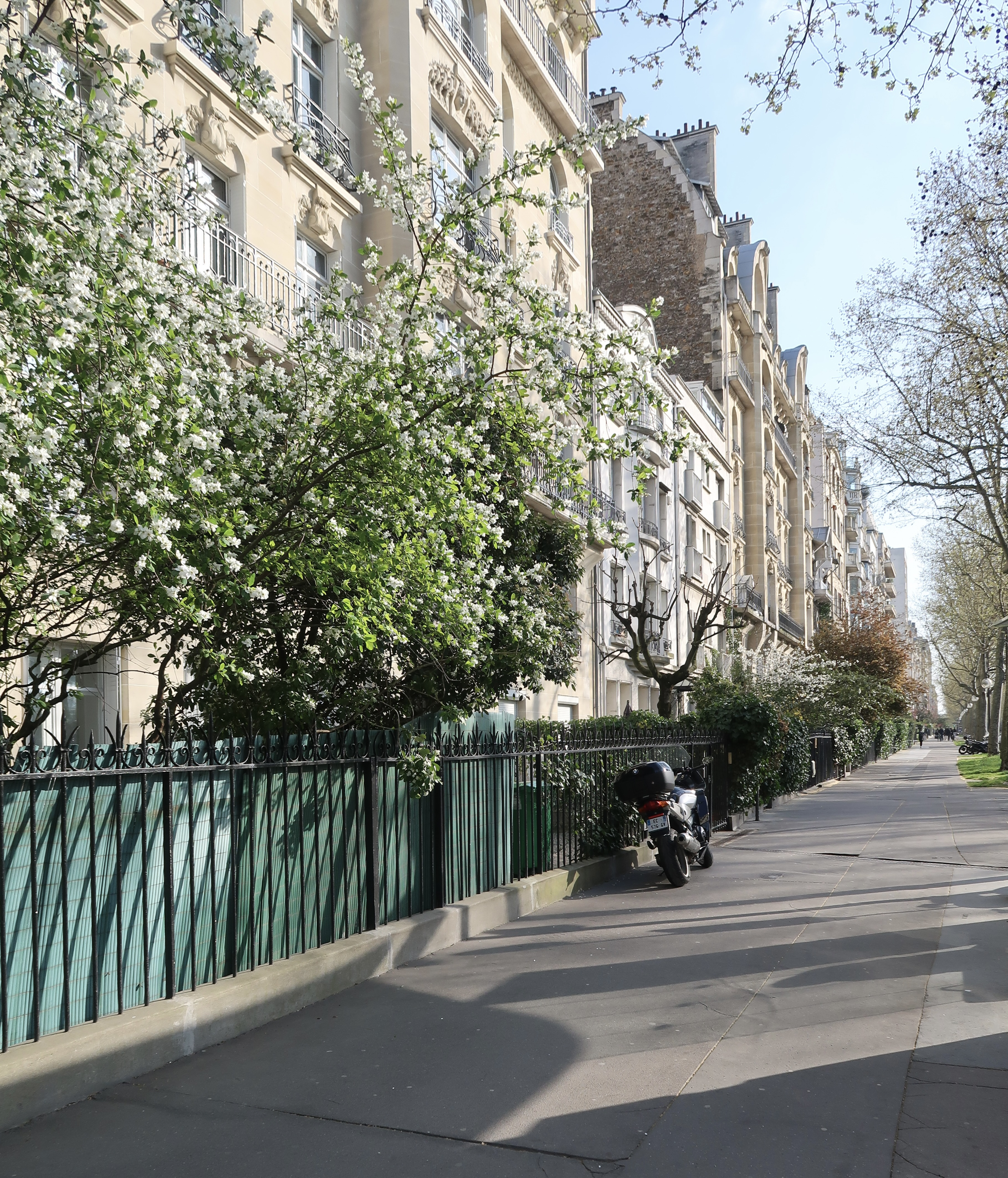
Trottoir au printemps.

Le boulevard part de la place du Maréchal-de-Lattre-de-Tassigny et se termine à l’avenue Henri-Martin, où il laisse la place au boulevard Suchet après la porte de la Muette. Il a une longueur de 960 mètres pour une largeur de 33,50 mètres entre l’avenue Foch et l’avenue de Pologne, et une largeur de 30 mètres ailleurs.
Le côté intérieur du boulevard est essentiellement composé d’habitations tandis que, sur le côté extérieur, on trouve, au niveau de la place du Maréchal-de-Lattre-de-Tassigny, l’université Paris-Dauphine, la piscine Henry-de-Montherlant, l’ambassade de Russie en France et le stade de La Muette.
Le boulevard est desservi au nord par la ligne 2, à la station Porte Dauphine, et par la ligne C du RER à la gare de l'avenue Foch. La gare de l'avenue Henri-Martin se situe à proximité de son extrémité sud. Il est également desservi par les bus RATP de la Petite Ceinture.

## Origine du nom

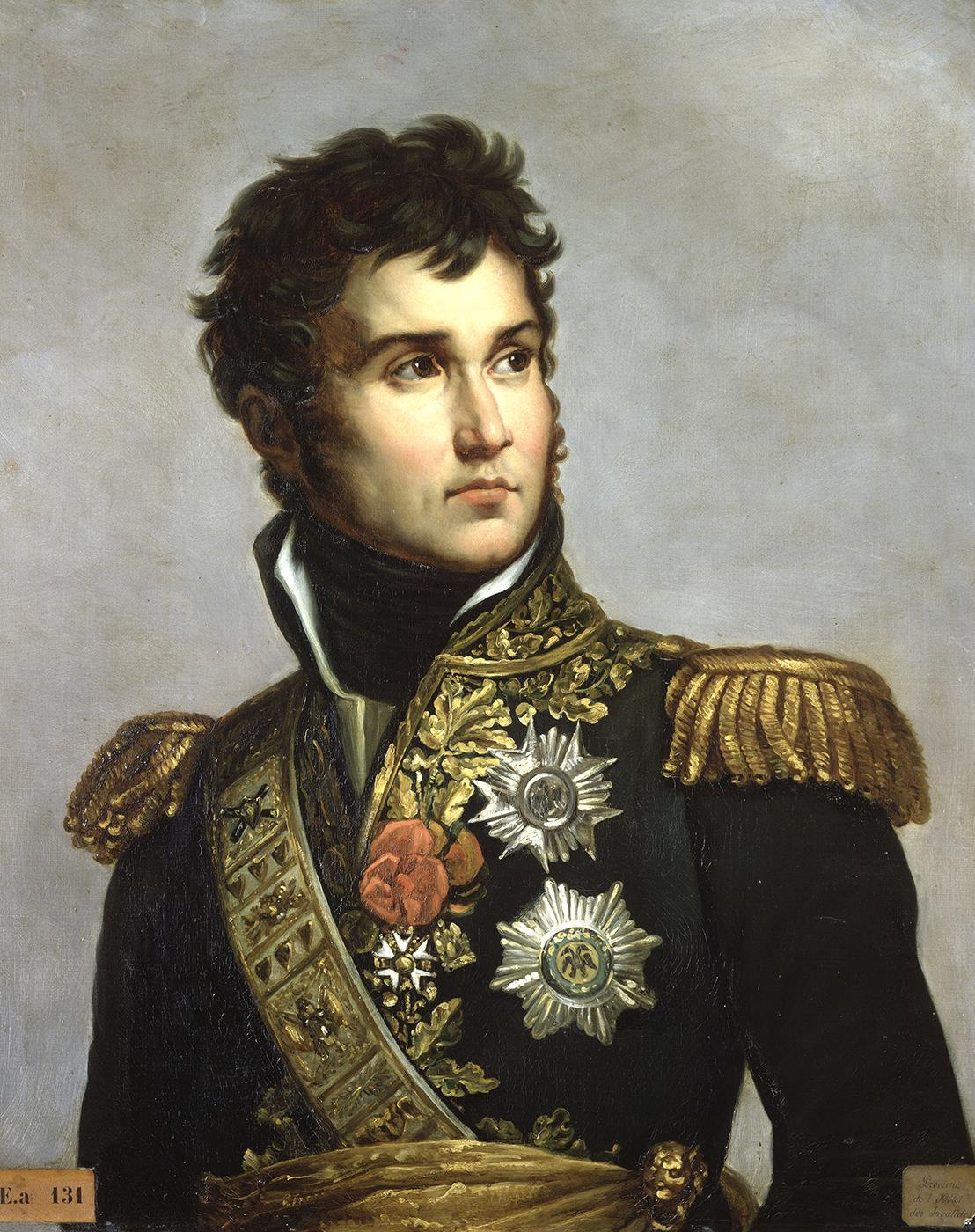
Le maréchal Lannes (1769-1809).

Il a reçu son nom de Jean Lannes (1769-1809), duc de Montebello, maréchal de France.

## Historique
Le boulevard Lannes fait partie de la ceinture de boulevards créée à partir de 1861 le long de l'enceinte de Thiers, à la place de la rue Militaire. Il prend son nom actuel en 1864.
Le boulevard de l'Amiral-Bruix a fait partie du boulevard Lannes jusqu’à ce que l’arrêté du 29 juillet 1932 l’en détache.

## Bâtiments remarquables et lieux de mémoire

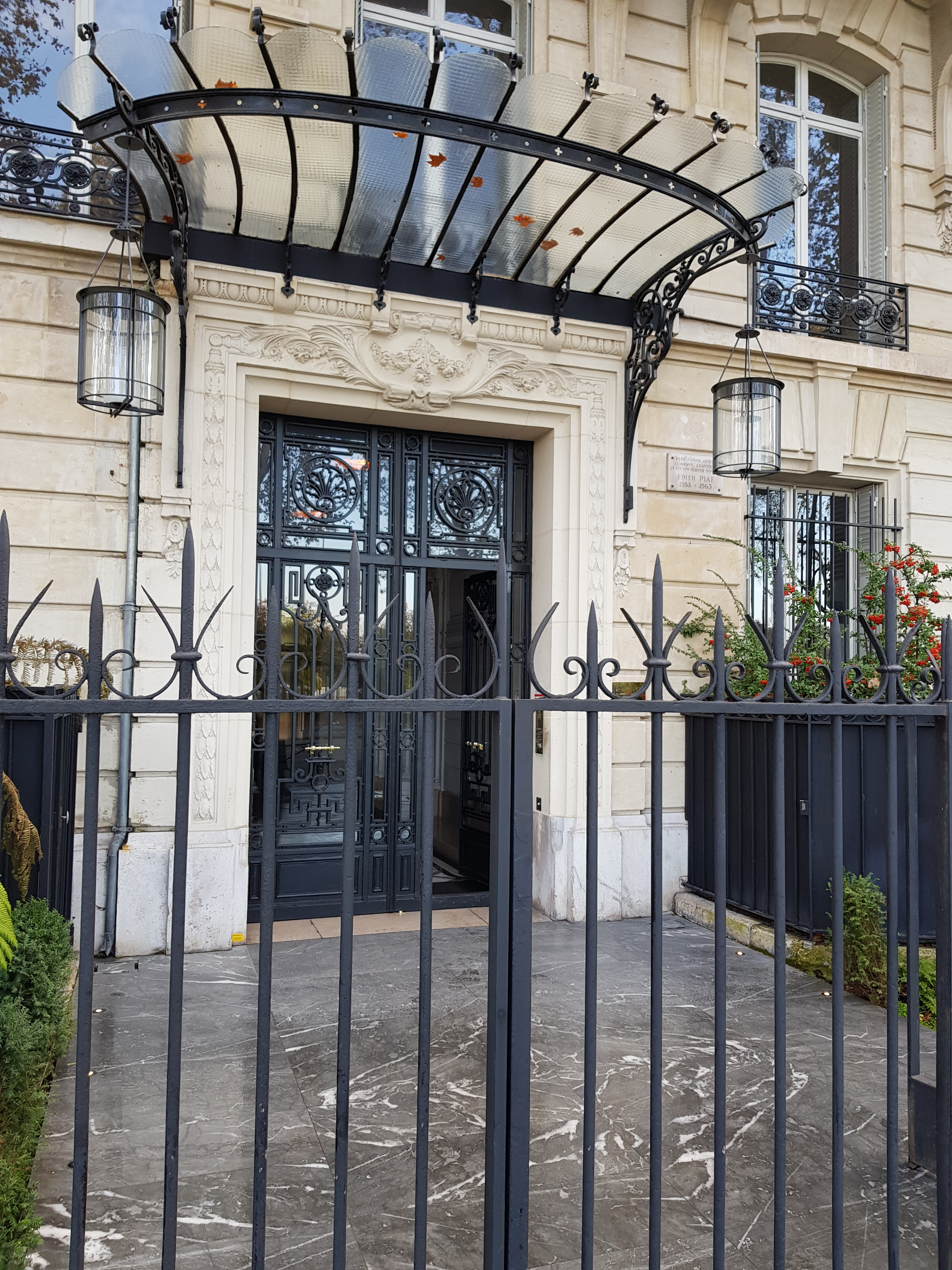
Entrée du no 67.

- L'économiste et écrivain Jacques Attali y a vécu à un numéro inconnu pendant les années 1960[1].
- Le peintre Pierre Ernest Ballue (1855-1928) s'est installé dans un immeuble de cette rue vers 1900 ; sa belle-mère décéda dans son appartement en 1917.
- No 9 : la demi-mondaine Méry Laurent (1849-1900) habite la villa Les Talus, qu'elle léguera au compositeur Reynaldo Hahn en 1900[2].
- No 11 : le dramaturge et essayiste Paul Claudel est décédé dans cette maison le 23 février 1955[3]. Une plaque commémorative lui rend hommage.
- No 13 : ici demeurait le peintre Charles-Alexandre Coëssin de la Fosse (1829-1910)[4].
- No 15 : immeuble de 1906 conçu par l’architecte Charles Plumet[5] ; domicile de l'écrivain Joseph Kessel (1898-1979). Un panneau Histoire de Paris lui rend hommage.
- No 17 : atelier du peintre Évariste-Vital Luminais (1821-1896)[6].

Le 21 juillet 1913, le syndicaliste Georges Cochon prend possession avec plusieurs familles nombreuses de l’hôtel particulier de La Vérone, loué par le comte Antoine de La Rochefoucauld, situé à cette adresse. À la fin du bail, la comtesse les reloge dans des pavillons qu'elle a payés elle-même.
- No 23 : villa-atelier de style régionaliste conçue en 1881 par l’architecte Stanislas Ferrand[8] ; Georges Laugée (1853-1937), artiste peintre, y eut son atelier de 1910 à 1923.
- No 32 : centre sportif et piscine Henry-de-Montherlant.
- No 33 : école Pascal (école-collège-lycée privé).
- Nos 40 à 50 : ambassade de Russie en France. Elle est construite en 1977 à la place d'un terrain de sport municipal[9]. L'avenue Alexeï-Navalny est située à proximité[10].
- No 47 : ici vécut Jules Supervielle (1884-1960), poète et écrivain franco-uruguayen.
- No 53 (démoli) : en 1876 est édifié à cette adresse un groupe de remises dans le style néo-normand, auquel est ajoutée en 1884 une vaste salle d’écurie de neuf mètres de hauteur, dont le plafond, soutenu par quatre colonnes en fonte, est en partie vitré. Chauffée en hiver par un calorifère, l’écurie compte huit stalles et quatre boxes, séparés par des panneaux de teck et d’acajou, deux cours vitrées et un « salon d’écurie » habillé de marbre. L’ensemble, remises et écurie, est l’œuvre de l’architecte Ferdinand Vigneulle[11]. En 1888, la revue L’Architecture en publie plusieurs vues d’artiste[12].
- Nos 53 et 59-65 : à ces adresses se trouvent des propriétés du clan du président gabonais Ali Bongo[13].
- No 55 : immeuble de 1918 conçu par l’architecte Lucien Hesse, inscrit au casier archéologique de la ville de Paris[14].
- No 57 : le général SS Obergruppenführer Carl Oberg résidait ici sous l’Occupation.
- Nos 59-65, au croisement avec la rue Adolphe-Yvon : immeuble construit entre 1951 et 1960 par l'architecte Jean Ginsberg, où Victor Vasarely compose une vaste série de grands panneaux muraux le long du boulevard.
L’actrice Brigitte Bardot a habité ici dans les années 1970[15].
- No 60 : stade de La Muette.
- No 67 : dernier domicile de la chanteuse Édith Piaf, qui y résida de 1953 à 1963[16],[17], dans un appartement situé au rez-de-chaussée ; une plaque lui rend hommage.
Claude Léveillée, chanteur québécois, s'y est installé pendant deux ans à partir de juin 1959.
- Sur son côté occidental, aménagés à la place des anciennes fortifications, le boulevard est bordé par plusieurs espaces verts : du nord au sud, le square Robert-Schuman, le square du Général-Anselin, le jardin Claude-Debussy et le square Alexandre-Ier-de-Yougoslavie. Le boulevard Suchet, situé dans le prolongement du boulevard Lannes, compte des squares similaires.

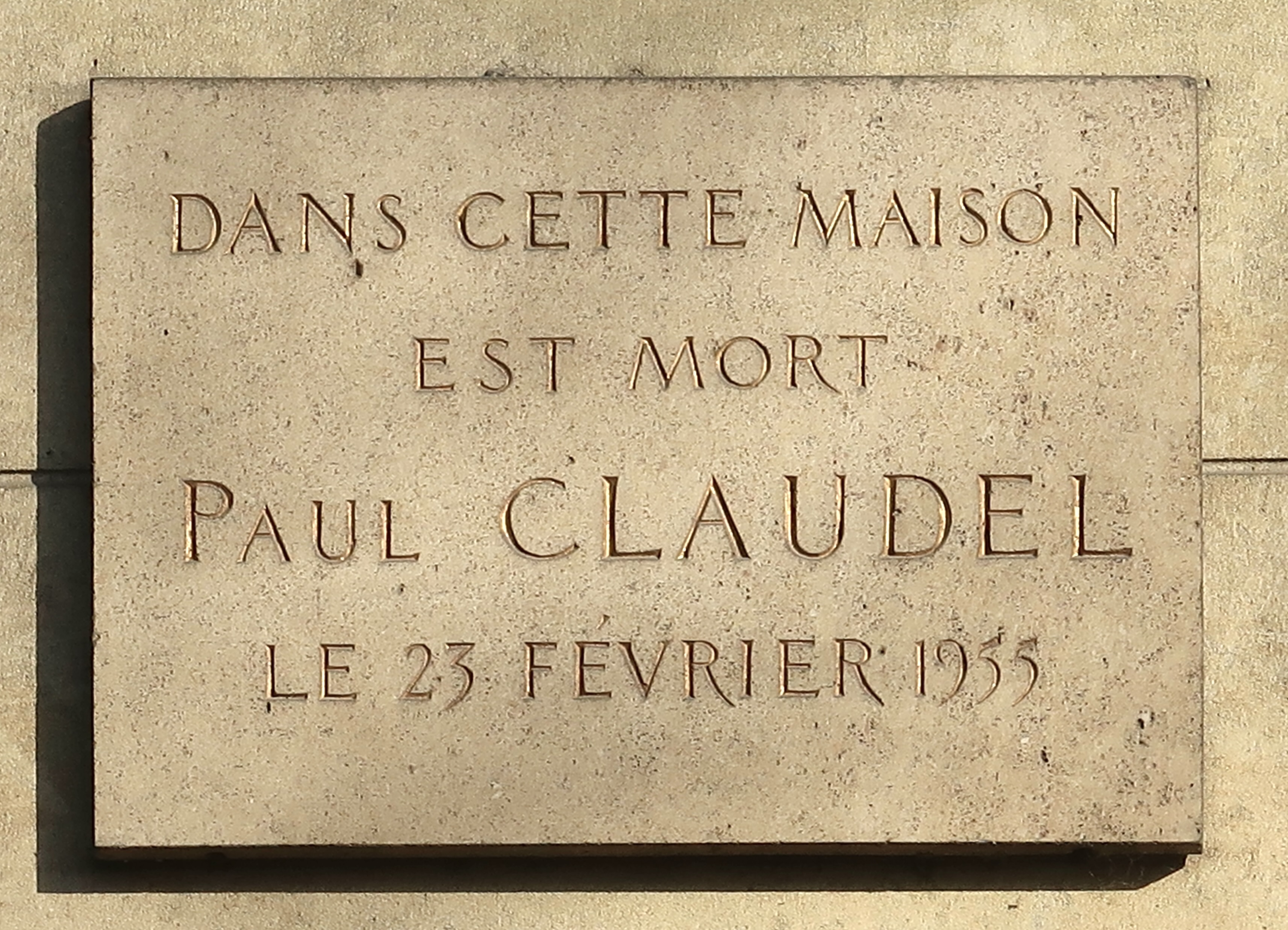
No 11.
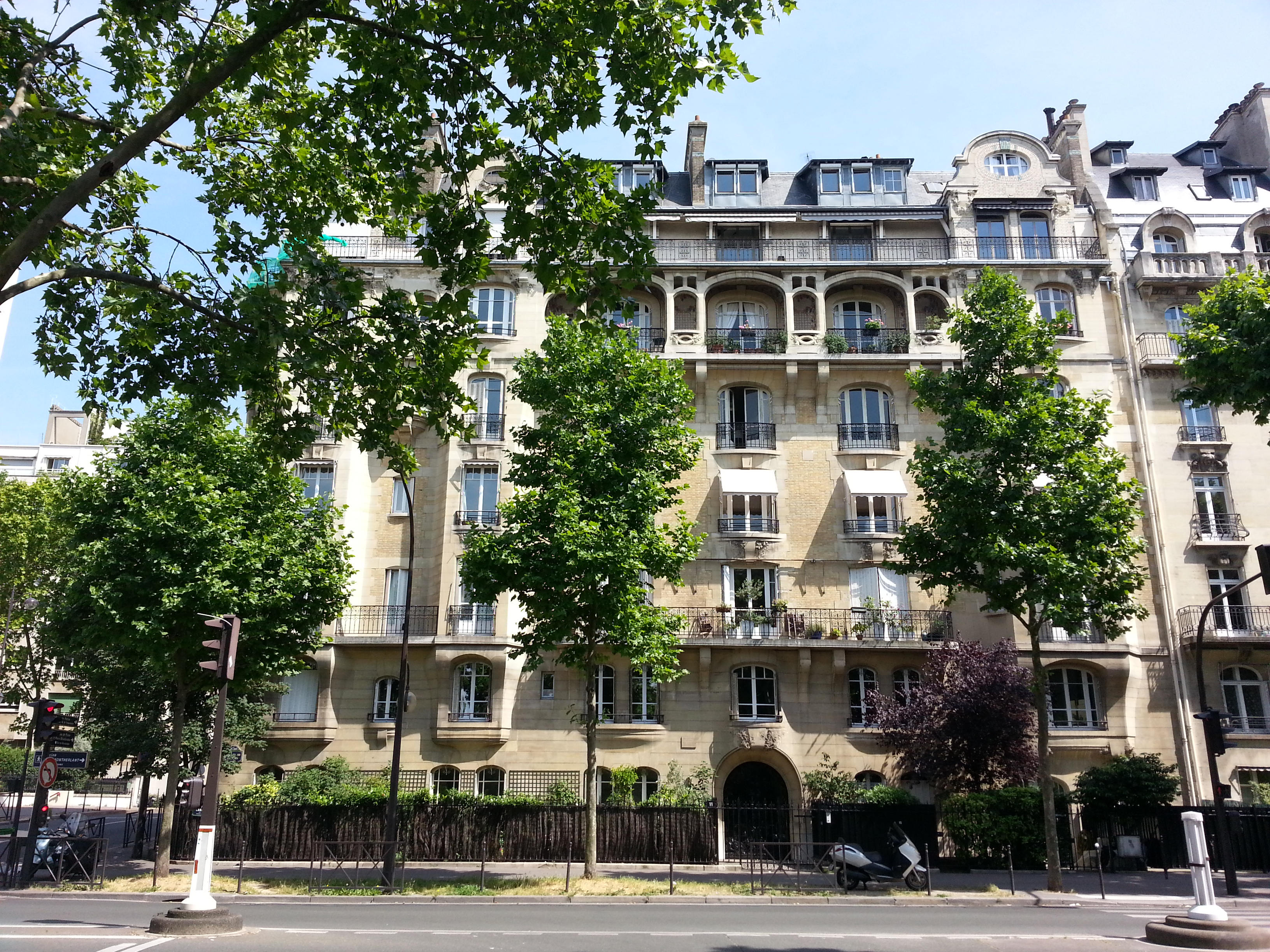
Le no 11, lieu où vivait Paul Claudel.
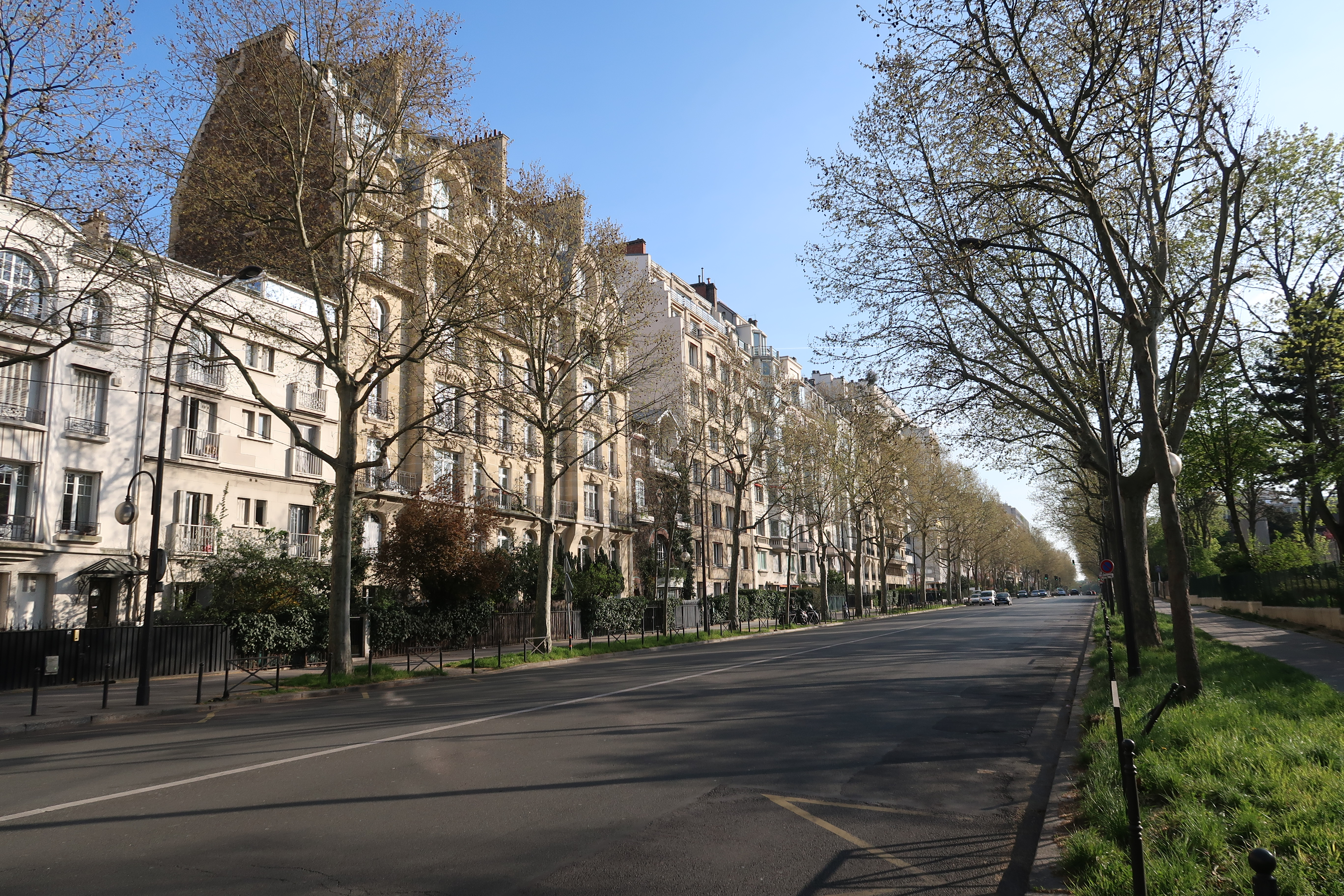
Au printemps.
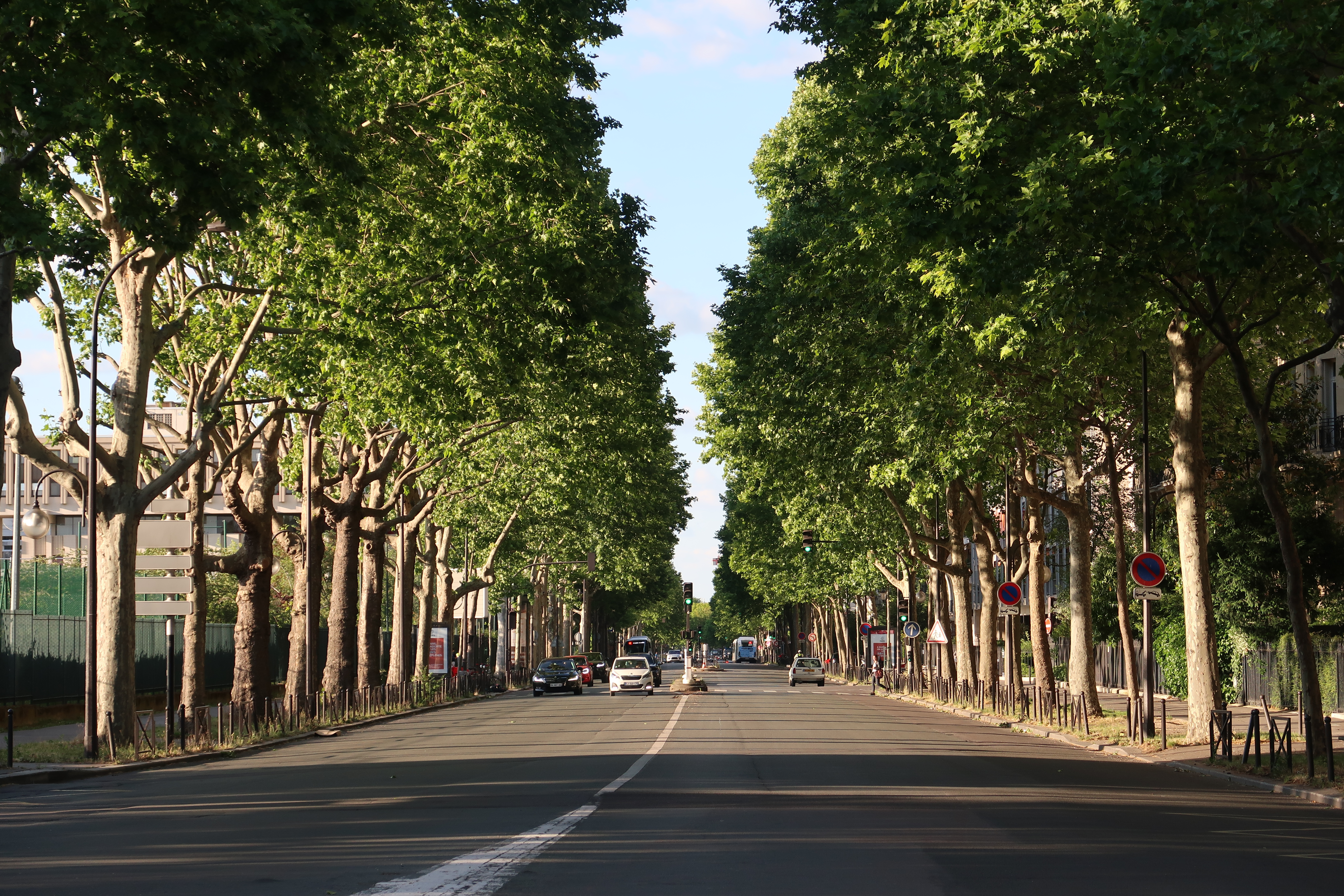
Vue centrale.
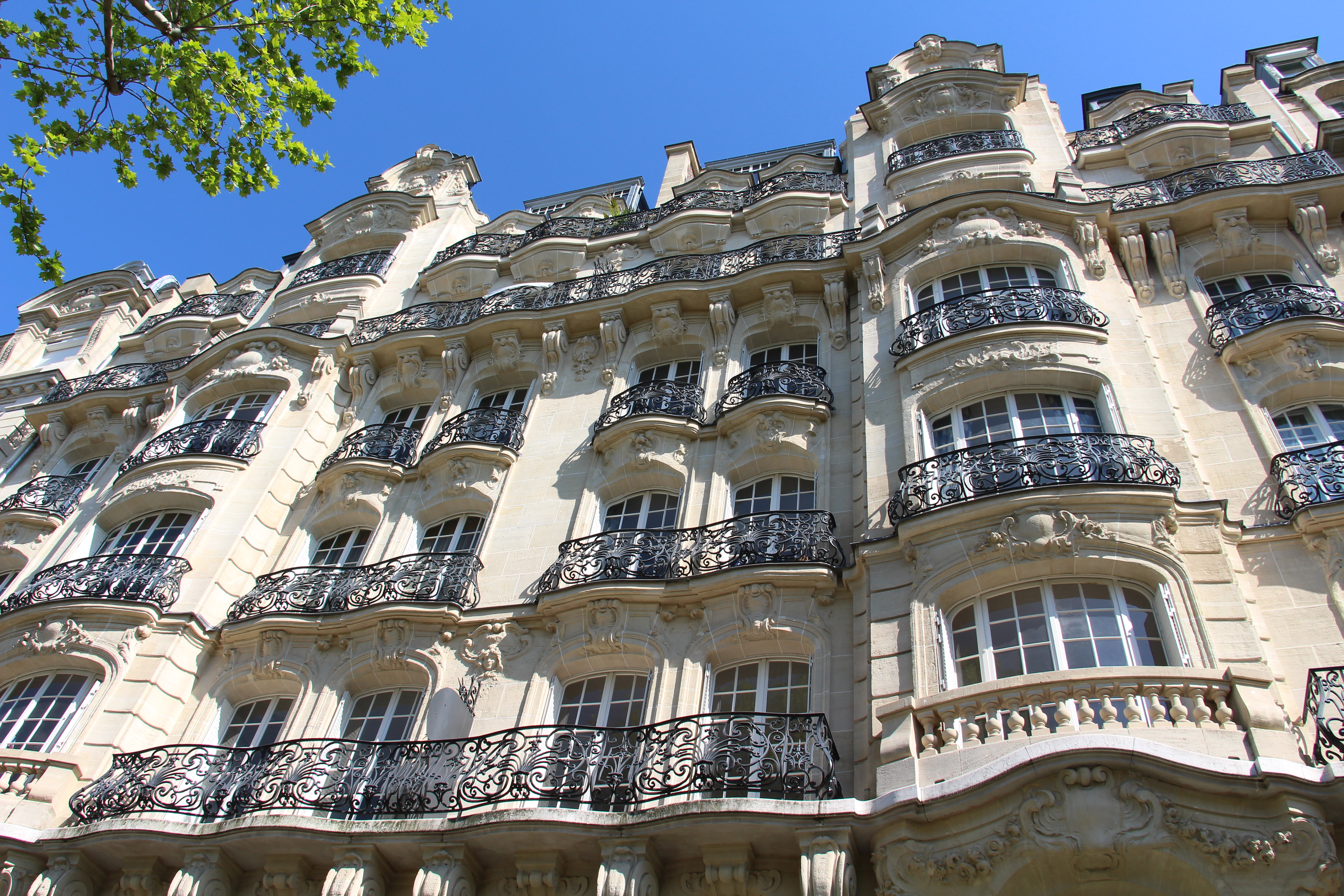
Immeuble éclectique.
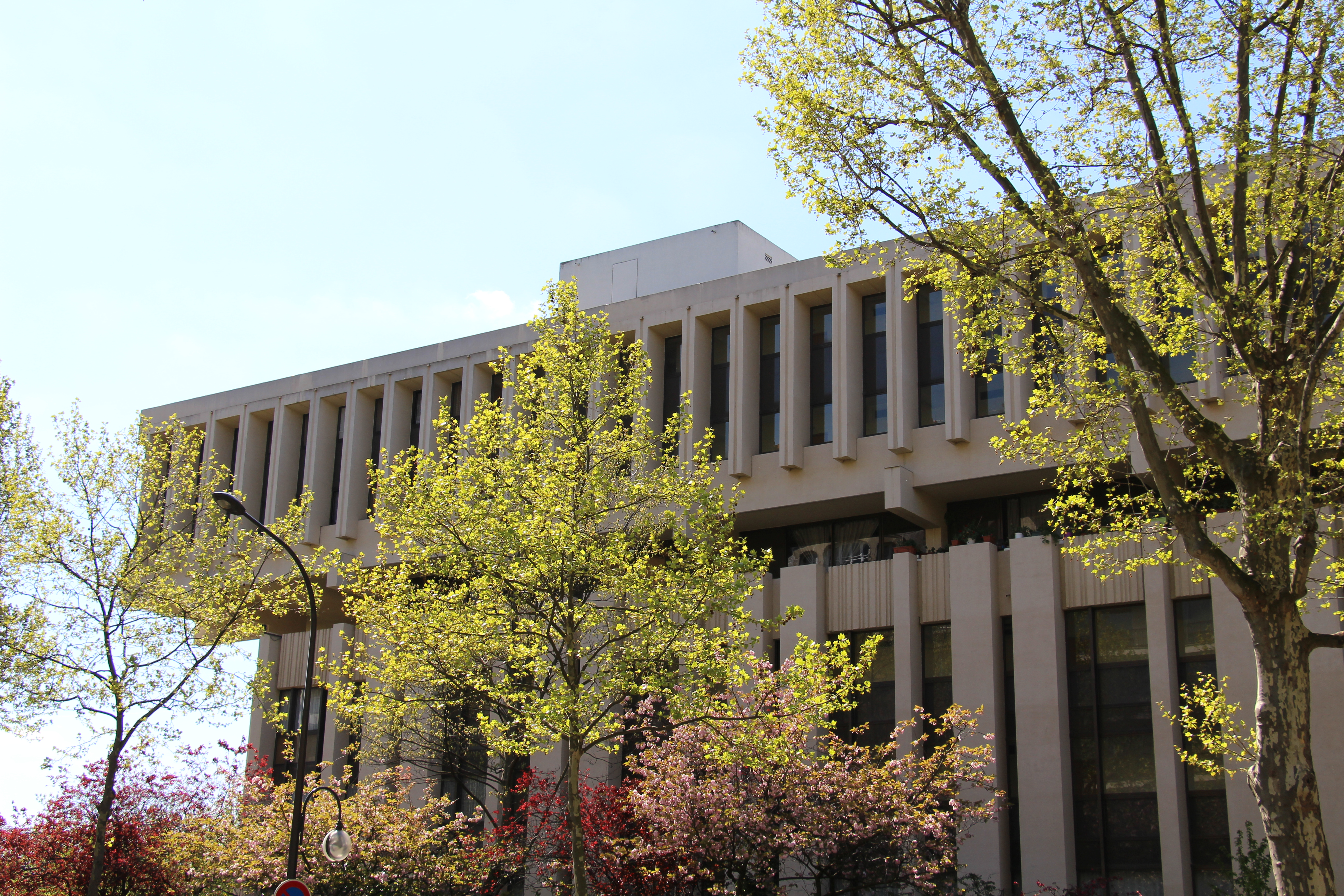
Ambassade de Russie.
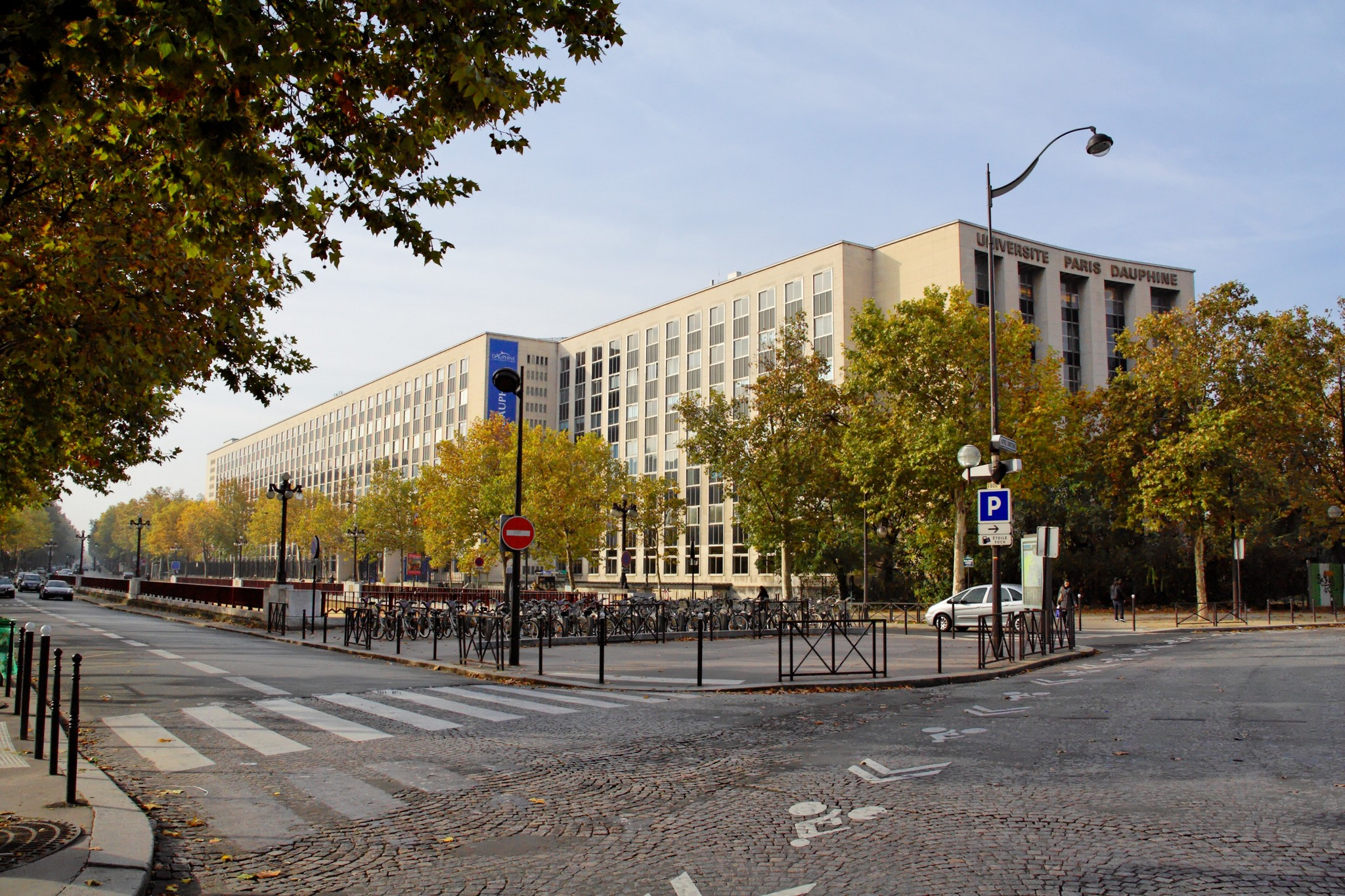
Université Paris-Dauphine.
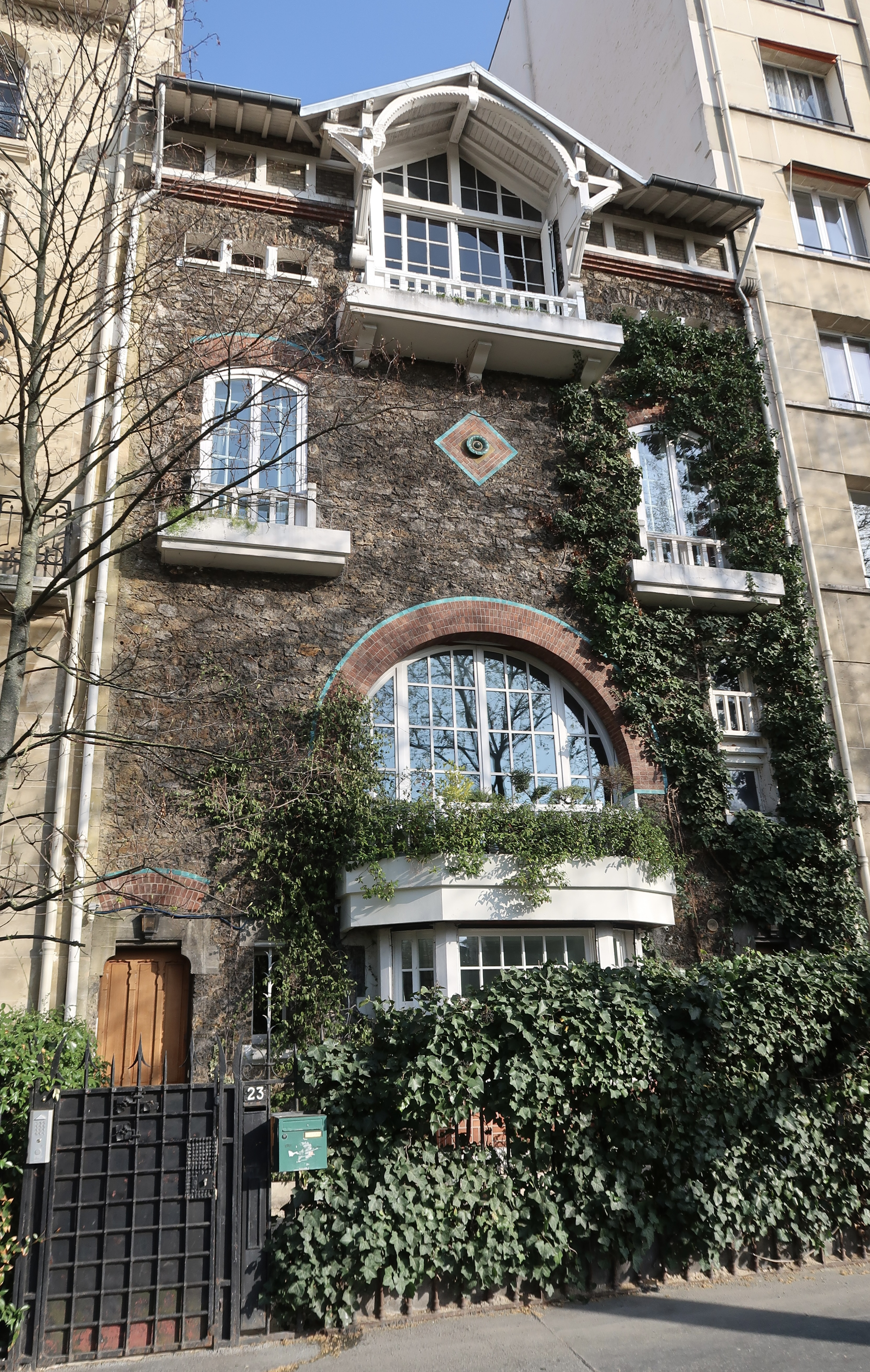
No 23 : villa-atelier de 1881.
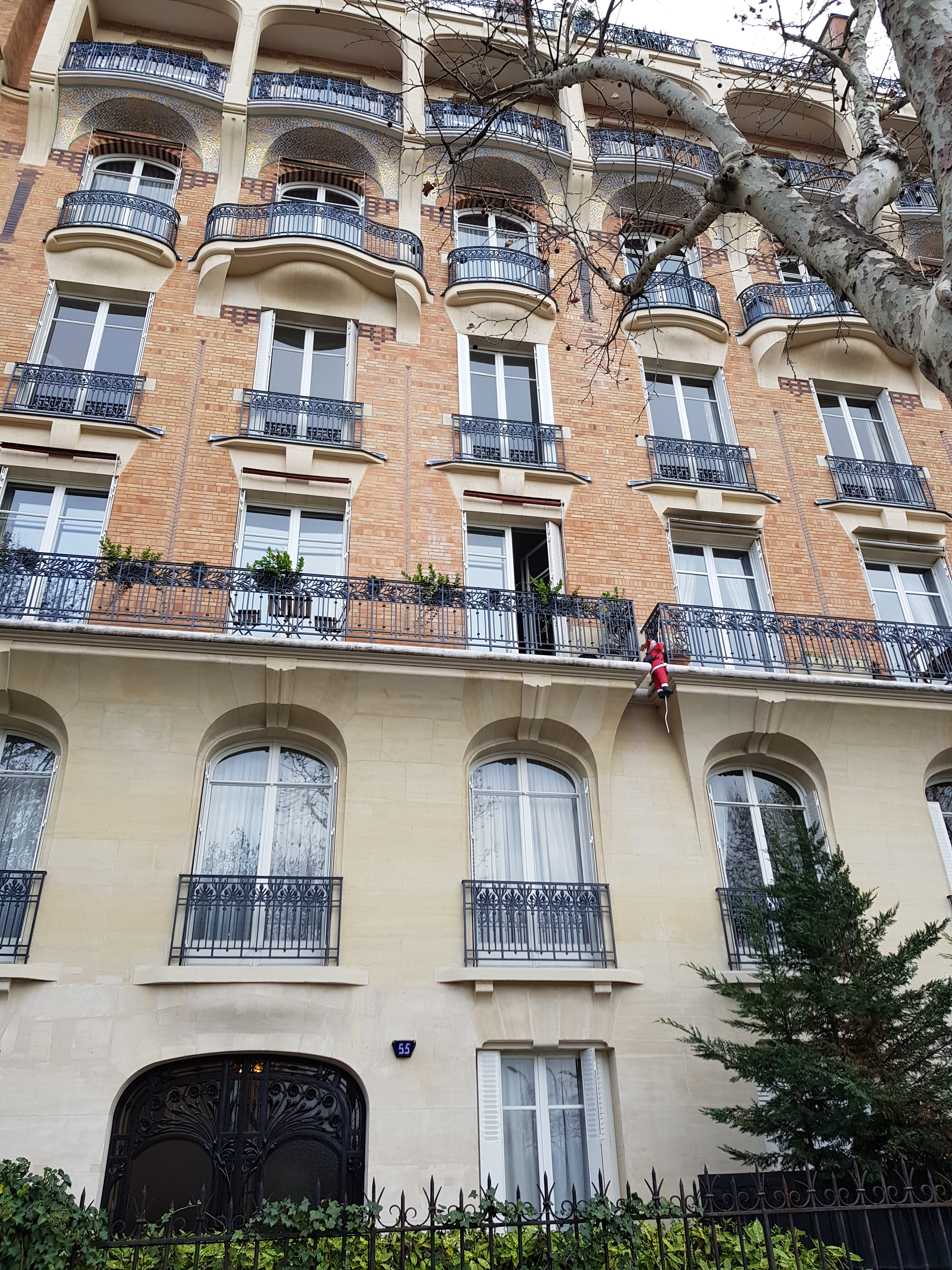
No 55 : immeuble de 1918.
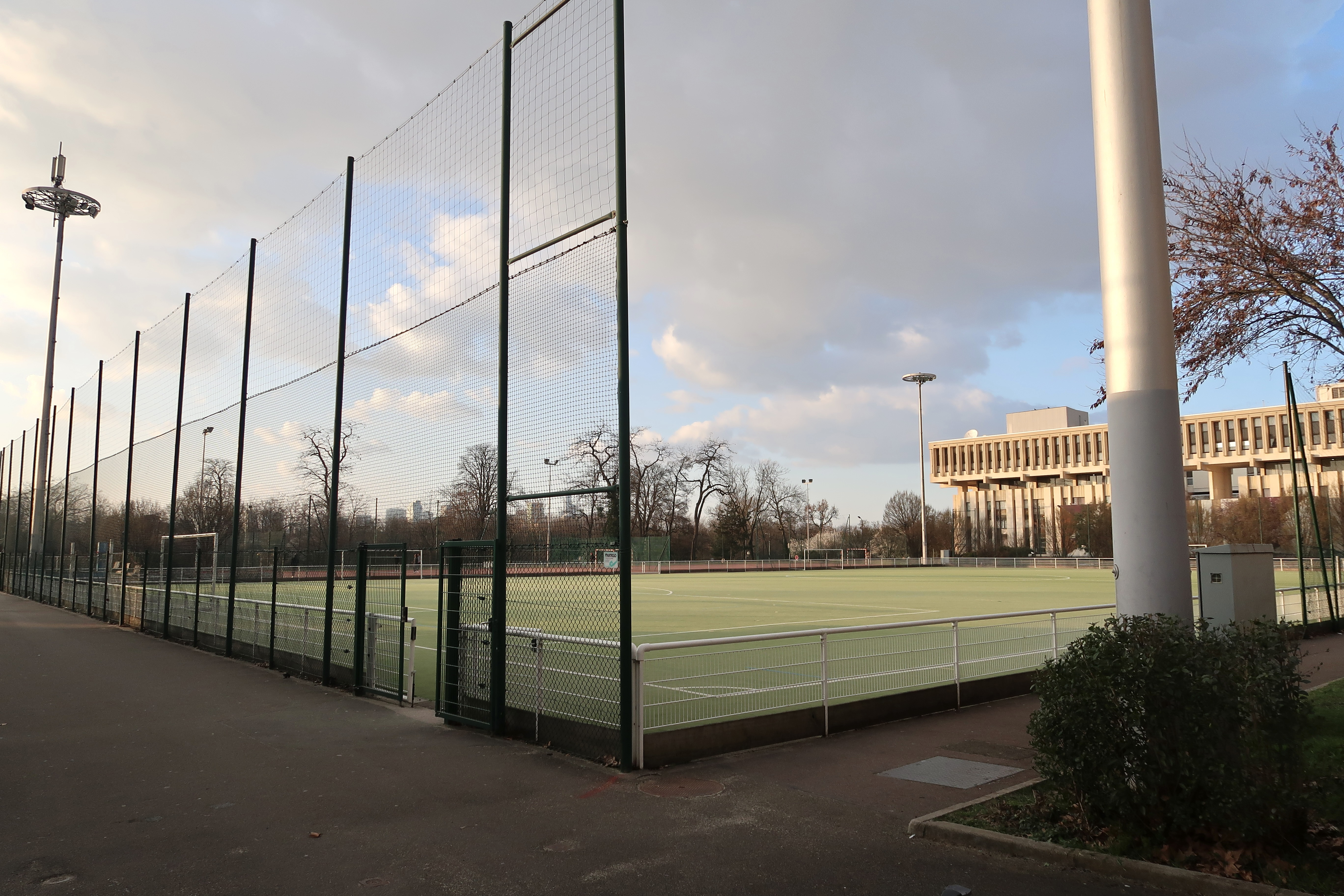
No 60 : stade.
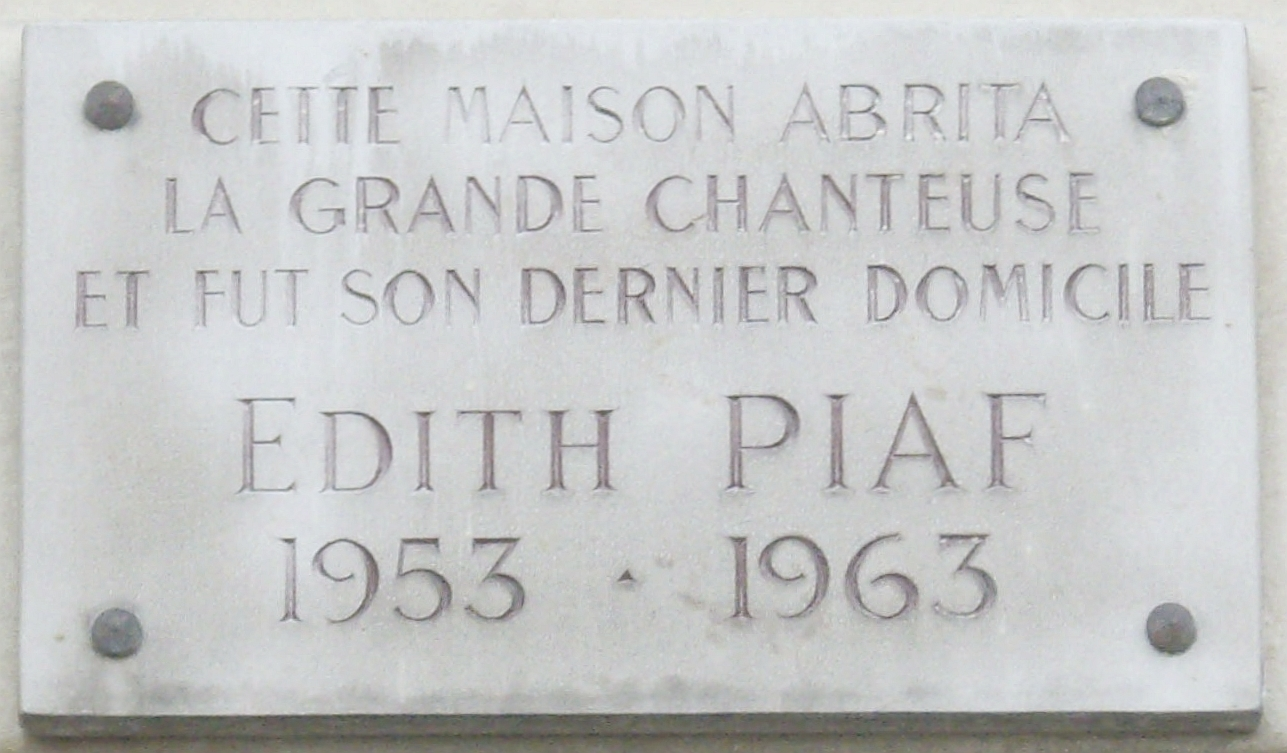
No 67 : plaque.